# Токарьовська сільська рада
То́карьовська сільська рада (рос. Токарёвский сельский совет) — сільське поселення у складі Новичихинського району Алтайського краю Росії.
Адміністративний центр та єдиний населений пункт — село Токарьово.

## Населення
Населення — 707 осіб (2019; 831 в 2010, 1053 у 2002).